# Brzeście (gromada w powiecie jędrzejowskim)
Brzeście – dawna gromada, czyli najmniejsza jednostka podziału terytorialnego Polskiej Rzeczypospolitej Ludowej w latach 1954–1972.
Gromady, z gromadzkimi radami narodowymi (GRN) jako organami władzy najniższego stopnia na wsi, funkcjonowały od reformy reorganizującej administrację wiejską przeprowadzonej jesienią 1954 do momentu ich zniesienia z dniem 1 stycznia 1973, tym samym wypierając organizację gminną w latach 1954–1972.
Gromadę Brzeście z siedzibą GRN w Brześciu utworzono – jako jedną z 8759 gromad na obszarze Polski – w powiecie jędrzejowskim w woj. kieleckim, na mocy uchwały nr 13b/54 WRN w Kielcach z dnia 29 września 1954. W skład jednostki weszły obszary dotychczasowych gromad Brzeście, Wodacz, Kowalów Górny i Olszówka Nowa oraz kolonia Kowalów z dotychczasowej gromady Pękosław ze zniesionej gminy Wodzisław w tymże powiecie. Dla gromady ustalono 12 członków gromadzkiej rady narodowej.
31 grudnia 1959 do gromady Brzeście przyłączono wieś Krężoły ze zniesionej gromady Gniewięcin.
31 grudnia 1961 do gromady Brzeście przyłączono wieś i kolonię Pękosław oraz kolonię Zagórze ze zniesionej gromady Klimontów.
Gromada przetrwała do końca 1972 roku, czyli do kolejnej reformy gminnej.